# 桃園捷運棕線先導公車
桃園捷運棕線先導公車為桃園捷運棕線迴龍段之捷運先導公車路線，2012年10月17日闢駛，目前由桃園客運與中壢客運共同經營BR，601則在2024年1月1日起桃園客運獨營。

## 路線基本資料
規劃中之桃園捷運棕線分為「迴龍段」與「桃林段」兩段主要路線，目前先導公車行駛路線與未來捷運棕線迴龍段重疊。目前路線分為「桃園-捷運迴龍站」（代號：BR）及「內壢-捷運迴龍站」（代號：601）兩重疊路線，便利桃園市通勤人口轉搭台北捷運新莊線及施工中之萬大樹林線。
此外，桃園捷運棕線先導公車為首次行駛於台一線龜山迴龍段（三興路、東萬壽路）之客運路線，過往客運路線（如三重客運與桃園客運聯營之9102路線、桃園客運5009路線）皆行駛於台一甲線龜山迴龍段（萬壽路一段）。

### 收費方式
- 里程計費：
  - 全票:基本里程八公里內18元，超過里程每公里2.58元計算(四捨五入)
  - 學生票：全票x0.75(四捨五入)
  - 半票：全票x0.5(四捨五入)
  - 使用桃園市民卡乘車享有基本里程票價買一送一優惠
  - 學生票僅限於學生效期內之桃園市民卡學生卡、桃園客運&中壢客運共同發行的學生卡才可享有優惠

## 歷史
- 2012年10月17日開始營運。[2] BR直達車路線營運模式採跳蛙式停靠八重點站：桃園南華飯店站（現名：桃花園飯店）、桃園農工、龜山、地磅、紅寶社區、龍華科技大學、捷運迴龍站、捷運輔大站共八站。
- 2013年6月29日，因捷運新莊線通車至迴龍站，先導公車行車終點自輔大站縮短至迴龍站。[3]
- 2014年6月20日起，原採跳蛙式停靠重點站之BR路線，改同601路線每站停靠，兩者差異僅剩601延駛至內壢。[4]
- 2017年2月6日起，BR、601路線實施桃園市民卡買一送一乘車優惠，由段次計費改為里程計費
- 2024年1月1日起，中壢客運因經營許可到期不在和桃園客運繼續經營601路線，目前由桃園客運獨立經營[5]

## 圖片

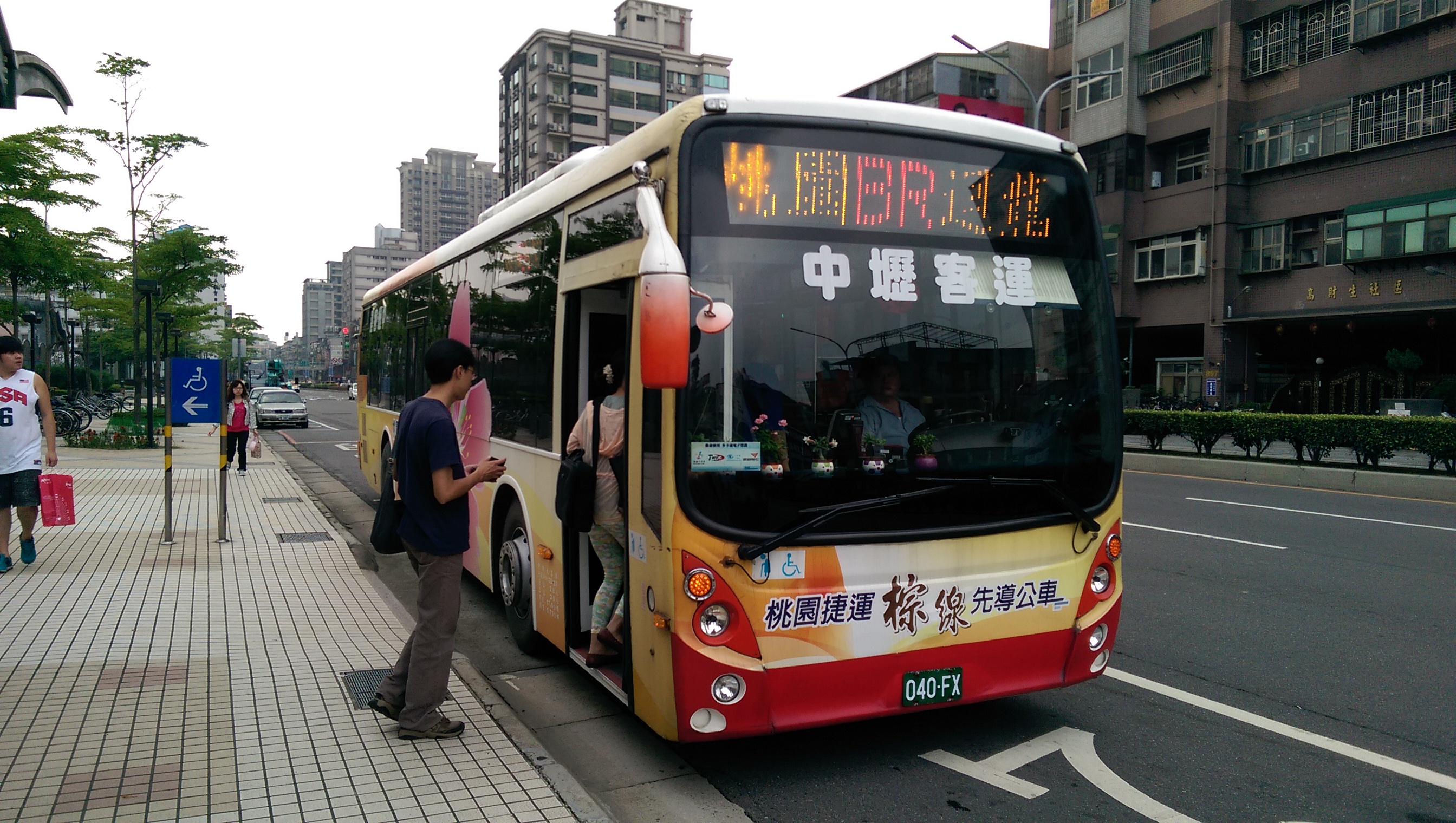